# Uutosenjärvi
Uutosenjärvi är en sjö i Finland. Den ligger i kommunen Kittilä i landskapet Lappland, i den norra delen av landet, 800 km norr om huvudstaden Helsingfors. Uutosenjärvi ligger 210,4 meter över havet. Arean är 46,5 hektar och strandlinjen är 2,84 kilometer lång. Sjön  ingår i Kemi älvs huvudavrinningsområde. 